# Anatoli Iwanowitsch Kolessow (Ringer)
Anatoli Iwanowitsch Kolessow (russisch Анатолий Иванович Колесов; * 18. Januar 1938 bei Ossakarowka, Karaganda; † 2. Januar 2012 in Moskau) war ein sowjetischer Ringer. Er war Olympiasieger 1964 in Tokio und dreifacher Weltmeister im griechisch-römischen Stil im Weltergewicht.

## Werdegang
Anatoli Kolessow, ein Russe, wuchs in Kasachstan auf. Er entstammte einer Sportlerfamilie und begann selbst in jungen Jahren mit dem Turnen. Frühzeitig zeigte sich sein Talent für das Ringen, auf das er sich schon bald konzentrierte. Nach ersten Erfolgen im Jugendbereich wurde er in eine Sportschule für Ringen nach Alma-Ata delegiert und dort zu einem Spezialisten im griech.-röm. Stil ausgebildet. Mit 21 Jahren sorgte er im Jahre 1959 für eine kleine Sensation, als er als vollkommen unbekannter junger Ringer bei der II. Spartakiade der Sowjetunion den Sieg im Mittelgewicht vor Wiktor Rekow und Nikolai Tschutschalow davontrug.
Nach diesem Sieg wechselte er nach Moskau. Es gelang ihm aber im Jahre 1960 noch nicht, sich für die sowjetische Olympiamannschaft für die Spiele in Rom zu qualifizieren. Dort startete im Mittelgewicht Nikolai Tschutschalow für die UdSSR. 1960 gelang Anatoli Kolessow u. a. in einem Länderkampf der UdSSR gegen die Bundesrepublik Deutschland in Moskau ein Punktsieg über Georg Utz aus Kornwestheim.
Im Jahre 1961 kam er mit der sowjetischen Nationalmannschaft in die Bundesrepublik Deutschland und besiegte in einem Länderkampf Georg Utz erneut nach Punkten.
1962 erfolgte dann sein erster Einsatz bei einer Weltmeisterschaft. Infolge einer Reform der Gewichtsklasseneinteilung durch den intern. Ringerverband (FILA) startete er nunmehr im Weltergewicht. In dieser Gewichtsklasse wurde er in Toledo/USA mit fünf Siegen und einem Unentschieden auf Anhieb Weltmeister. 1963 verteidigte er diesen Titel bei der Weltmeisterschaft in Helsingborg erfolgreich. Er benötigte dazu sieben Siege. Unter den von ihm besiegten Ringern war auch Rudolf Vesper aus Rostock.
Bei den Olympischen Spielen 1964 in Tokio siegte Anatoli Kolessow gegen drei Ringer, kämpfte aber gegen Ion Țăranu aus Rumänien, Kiril Petkow aus Bulgarien und Bertil Nyström aus Schweden nur unentschieden. Doch reichten diese Ergebnisse aus, um ihn zum Olympiasieger zu machen.
Schließlich wurde Anatoli Kolessow bei der Weltmeisterschaft 1965 in Tampere zum dritten Mal Weltmeister im Weltergewicht. Dabei besiegte er auch die deutschen Starter Werner Hoppe aus Köllerbach und Rudolf Vesper. Gegen Kiril Petkow reichte ihm im letzten Kampf ein Unentschieden zum Titelgewinn.
Nach dieser Weltmeisterschaft trat er mit 27 Jahren vom aktiven Leistungssport zurück. Er absolvierte eine Hochschulausbildung zum Sportlehrer und war danach lange Jahre als Trainer der sowjetischen Nationalmannschaft im griech.-röm. Stil tätig. Später widmete sich Anatoli Kolessow hauptsächlich der Verbandsarbeit und wurde auch Mitglied des Sowjetischen Olympischen Komitees. Bei den Olympischen Spielen 2004 in Athen war er Delegationsleiter (Chef de Mission) der russischen Olympiamannschaft. Dieselbe Aufgabe wurde ihm auch für die Olympischen Spiele 2012 in London zugeteilt. Kolessow verstarb jedoch am 2. Januar 2012 nach langer schwerer Krankheit. Für seine Verdienste um den Ringersport wurde er im August 2016 in die FILA International Wrestling Hall of Fame aufgenommen.

## Internationale Erfolge
| Jahr | Platz | Wettbewerb                        | Gewichtsklasse | Ergebnisse |
| 1962 | 1.    | „Iwan-Poddubny“-Turnier in Moskau | Welter         | vor Ion Țăranu, Rumänien u. Marijan Malovic, Jugoslawien |
| 1962 | 1.    | WM in Toledo/USA                  | Welter         | mit Siegen über Kenneth Ovsiannikov, Schweden, René Schiermeyer, Frankreich, Ion Țăranu, Bjarne Ansbøl, Dänemark u. Georg Utz, BRD u. einem Unentschieden gegen Yavuz Selekman, Türkei |
| 1963 | 1.    | WM in Helsingborg                 | Welter         | mit Siegen über Harald Barlie, Norwegen, Hans-Jürgen Hirschbühl, Schweiz, Marijan Malovic, Ion Țăranu, Dimitar Dobrew, Bulgarien, Rudolf Vesper, DDR u. Bertil Nyström, Schweden       |
| 1964 | 1.    | „Iwan-Poddubny“-Turnier in Moskau | Welter         | vor Bolesław Dubicki, Polen u. Petar Krumow, Bulgarien |
| 1964 | Gold  | OS in Tokio                       | Welter         | mit Siegen über Shin Dong-Eui, Nordkorea, Bolesław Dubicki und René Schiermeyer und Unentschieden gegen Ion Țăranu, Kiril Petkow, Bulgarien u. Bertil Nyström                          |
| 1965 | 1.    | WM in Tampere                     | Welter         | mit Siegen über Werner Hoppe, BRD, Jiri Loukota, Tschechoslowakei, Milan Nenadić, Jugoslawien, Rudolf Vesper u. Arto Savolainen, Finnland u. einem Unentschieden gegen Kiril Petkow    |

## Sowjetische Meisterschaften
| Jahr | Platz | Gewichtsklasse | Ergebnisse                                 |
| 1959 | 1.    | Mittel         | vor Wiktor Rekow und Nikolai Tschutschalow |
| 1964 | 1.    | Welter         | vor Georgi Werschinin und Jan Roots        |

Erläuterungen
- alle Wettkämpfe im griechisch-römischen Stil
- OS = Olympische Spiele, WM = Weltmeisterschaft
- Weltergewicht bis 1961 bis 74 kg, ab 1962 bis 78 kg; Mittelgewicht bis 1961 bis 79 kg, ab 1962 bis 87 kg Körpergewicht